# Motlayoichthys sergioi
Motlayoichthys sergioi è un pesce osseo estinto, appartenente ai crossognatiformi. Visse tra il Cretaceo inferiore e il Cretaceo superiore (Albiano/Cenomaniano, circa 105 – 98 milioni di anni fa) e i suoi resti fossili sono stati ritrovati in Messico.

## Descrizione
Questo pesce è noto per uno scheletro incompleto, comprendente il cranio, le pinne pettorali, alcune vertebre e l'impronta della porzione anteriore della base della pinna dorsale, oltre ad alcune costole e spine neurali della regione addominale. Il fossile conserva inoltre una sezione del tratto digerente.  
Motlayoichthys era un pesce di dimensioni medio-grandi: la sola testa era lunga circa 15 centimetri. Come altri animali simili (ad esempio Pachyrhizodus), questo pesce era dotato di un dente interno premascellare; tuttavia, si differenziava dai suoi stretti parenti per la forma della testa, con tre lati pressoché identici in lunghezza, e per la mandibola che sporgeva rispetto alla premascella. L'ornamentazione delle ossa craniche era costituita da creste longitudinali che ricoprivano fittamente la superficie ossea, in particolare nella zona delle guance. I denti mandibolari, inoltre, possedevano uno o più solchi profondi, oltre alle punte dotate di acrodina ornamentati da strie parallele sottili. Infine, la pinna dorsale era in posizione molto anteriore rispetto a quella di altri parchirizodontidi. 

## Classificazione
Motlayoichthys sergioi venne descritto per la prima volta nel 2018, sulla base di un fossile ritrovato nella zona di Hidalgo, nel Messico Centrale. 
Questo pesce faceva parte dei crossognatiformi, un gruppo di teleostei originatisi nel Giurassico ma diffusi principalmente nel Cretaceo, dalle forme slanciate e dalle abitudini predatrici. In particolare, Motlayoichthys è un membro della superfamiglia Pachyrhizodontoidea, comprendente forme cretacee quali il già citato Pachyrhizodus, Notelops e Rhacolepis.

## Paleobiologia
Motlayoichthys era senza dubbio un predatore marino dal nuoto veloce, che probabilmente era in grado di cacciare inseguendo a lungo le prede. 